# Вазир (город)
Вазир (также: Довкесен или Девкесен; туркм. Wezir) — древний и средневековый город, располагавшийся на севере Туркменистана, в 60 километрах к западу от г. Кёнеургенч. Был столицей Хорезмского ханства в 1511 г. , когда на престол вступил первый хан из чингизидской династии Арабшахидов Абуль-Мансур Ильбарс (Илбарс-хан). 
В настоящее время, городище Вазира называется Довкесен, что в переводе с туркменского языка означает «прорезанный Дэвом». 

## История
Древний период

Согласно исследованиям археологов, наиболее древние слои городища Вазир (Довкесен) датируются временем между IV в. до н. э. и первыми веками до и после н. э. В этот период, в городе проживали апасиаки, одно из подразделений древних массагетов. Первооткрыватель древнехорезмийской цивилизации С.П.Толстов отождествляет апасиаков с огузским племенем печенег:
Локализация древних поселений печенегов в IX-X вв. в Приаралье…, по существу полностью совпадающая с локализацией апасиаков античными авторами, подкрепляемой археологически данными, делает установленную связь бесспорной: в имени печенег сохранились следы исторической преемственности этой раннесредвековой приаральской народности, впоследствии игравшей столь существенную роль в истории степей Восточной. Европы.
Средние века
Средневековый Вазир был воздвигнут на месте запустевшего античного города. Основание стен и цитадели восходит к античности, но окончательный период жизни города падает на XVI—XVII века, когда г. Вазир был столицей Западнохорезмского удельного княжества.
В начале XVI века, Хорезм был захвачен правителем Бухары, чингизидом Мухаммедом Шейбани. Когда войска Шейбани были разгромлены Сефевидами, Хорезм вошел в состав этого государства. Однако, жители северо-западного Хорезма, прежде всего г. Вазир, были недовольны правлением иранцев. В 1511 году они пригласили другого чингизида, Абуль-Мансура Ильбарса, вместе с братом из Дешт-и-Кипчака, и провозгласили Ильбарса ханом Хорезма в г. Вазир, который на короткий период стал столицей всего Хорезмского государства (Хивинского ханства). Абуль-Мансур Ильбарс основал династию ханов Хорезма Арабшахидов, правившей в Хорезме до второй половины XVIII в. Также в г. Вазир на престол вступали другие ханы этой династии: Султан Хаджи-хан и Хаджи Мухаммад-хан.
Постепенное восстановление разрушенной монгольским нашествием и погромами Тамерлана ирригационной сети южного и среднего Хорезма, способствовало сокращению количества воды, питающей канал Дарьялык. Резкий недостаток воды стали испытывать все районы, снабжавшиеся Дарьялыком, не только Вазир, но и Кёнеургенч, и в XVII в. оба города пришли в глубокий упадок. Одновременно, политический центр Хорезма переходит в Хиву, а хорезмский хан Абульгази переселяет остатки населения Вазира и Кёнеургенча в южный Хорезм, где строится новый город - Янги Ургенч. Таким образом, во второй половине XVII в. завершается процесс запустения г. Вазир и его окрестностей.

## Описание городища
Древние, хорошо сохранившиеся укрепления здесь широко использовались как основа для средневековой оборонительной системы. Крепость живописно поднимается над 30-метровым обрывом Устюрта, увенчанным великолепными очертаниями могучей сырцовой башни-цитадели и вытянувшимся вдоль него рядом позднесредневековых мавзолеев. Вазир (Довкесен) — это огромный прямоугольник стен из камня с многочисленными башнями и сложным предвратным сооружением. Вокруг крепости имелся глубокий высеченный в склоне ров. У подножия «верхнего города» расположился, вплотную примыкая к скале, второй прямоугольник «нижнего города», окружённый стенами, датируемый поздним средневековьем. На юго-запад от обоих городов лежит третий прямоугольник — планировка обширного позднесредневекового парка.
В позднем средневековье в Вазире (Довкесене) сложился культово-мемориальный ансамбль, от которого остались мечеть и 3 мавзолея, названия которых не сохранились. Основной мавзолей имеет высокий портал на главном фасаде и сводчатые ниши на остальных, сверху перекрыт куполом. Два других мавзолея построены с использованием тех же конструктивных и композиционных приёмов. Все три мавзолея построены параллельно крепостной стене. Почти полностью разрушенное здание мечети в период своего существования имело внутренний двор, окружённый арочными галереями на столбах, стены и столбы были выложены из камня, при этом купола и арки сделаны из жжённого кирпича. Декор на этих памятниках не сохранился. Является одним из наиболее живописных памятников средневекового хорезмского зодчества.

## Археологические находки
В 2024 году в районе крепости Довкесен и Сарыкамышского озера, местными жителями был найден клад, состоящий из 18 золотых монет, 3 серебряных монет, 61 фрагмента золотых монет и 8 разноцветных артефактов. На монетах выгравированы имена султанов Государства Хорезмшахов Ала ад-Дина Текеша и его сына Ала ад-Дина Мухаммеда II, правивших в XII—XIII веках.